# Niourk
Niourk est un roman de science-fiction de Stefan Wul, publié en 1957 dans la collection « Anticipation » des éditions Fleuve noir.
Le récit est composé de cinq parties divisées en quarante-huit chapitres souvent très brefs (une page pour les plus courts). Les différentes parties du roman permettent à l'auteur de reprendre la narration à différents moments du temps du récit.
Le style de l'auteur, sobre et précis, et la relative simplicité de la narration font de Niourk un roman accessible à un public très large. Le roman est d'ailleurs paru dans des collections destinées aux adolescents.
Au XXVe siècle, depuis une catastrophe nucléaire survenue environ 500 ans auparavant et qui a provoqué l'assèchement des océans, la Terre est redevenue une planète où les hommes vivent à nouveau à l'état primitif. Parmi ceux-ci, une tribu a élu domicile dans l'ancien golfe du Mexique, aux abords du continent nord-américain, situé entre la chaîne Cuba au Nord et les monts Haït à l'Est. Celui-qui-sait-tout de la tribu, appelé Le Vieux ou simplement Vieux, décide de se rendre à Santiag de Cuba, que les hommes considèrent comme le domaine des dieux. À son retour, quatre jours après, l'unique enfant à la peau noire de la tribu devra être mis à mort. Cependant, au bout de plusieurs jours, le Vieux ne reparaît pas. Thôz le grand chasseur décide de le chercher. L'enfant noir en apprenant la nouvelle décide alors de partir à sa recherche, loin de se douter que son périple va lui faire redécouvrir les vestiges de la civilisation du XXe siècle...

## Univers
Dans le monde de Niourk, les hommes, fuyant une catastrophe nucléaire d'ampleur apocalyptique, ont abandonné la Terre pour partir en exode sur Vénus. Après 500 ans, quelques hommes restés sur place sont retournés à l'état primitif et se sont organisés en tribus, leurs mythologies étant fomentées sur les vestiges de l'ancien monde. Les océans ont disparu pour ne laisser place qu'à quelques cloaques salés localisés au niveau des rifts océaniques les plus profonds. Dans ces lacs salés, des créatures sous-marines, telles que les poulpes, ont survécu et muté en prédateurs intelligents au corps noir et aux yeux jaunes, qui peuvent se camoufler, insensibles au contact de déchets radioactifs stockés au fond des océans par l'ancien monde. Sur les hauteurs de l'ancien monde, pris dans les neiges éternelles, se dressent les vestiges des grandes villes désertées, mais dont certains mécanismes automatisés, défiant le temps, fonctionnent encore partiellement, étant ainsi source potentielle de danger pour le voyageur imprudent.

## Géographie
Si Stefan Wul situe son action dans un océan Atlantique asséché, dans un futur post-apocalyptique, il laisse cependant assez d'indices à son lecteur pour lui permettre de replacer les lieux sur une carte géographique :
- Santiag de Cuba, la ville des dieux de la tribu de l'enfant noir, correspond à Santiago de Cuba ;
- la rivière Huds du roman correspond au fleuve Hudson ;
- et Niourk est la contraction déformée du mot New York.

Dans un monde où l'océan s'est asséché, la température a baissé, et les plateaux continentaux forment de vastes montagnes enneigées.

## Personnages
Personnages importants de l'histoire :
- L'Enfant noir, qui s'attribuera lui-même le nom d'Alf, héros de l'histoire, adolescent noir d'à peu près 13 ans, issu d'une tribu barbare ;
- Thôz, barbare, guerrier et chef de la tribu de l'enfant noir ;
- Capt 4 ou Jax, capitaine androïde de la planète Vénus échoué sur Terre sur l'Astronef du Doc 1 ;
- Doc 1, médecin de bord androïde, originaire de la planète Vénus échoué sur Terre sur l'Astronef du Doc 1 ;
- Ing 3 ou Brig, ingénieur androïde, originaire de la planète Vénus échoué sur Terre sur l'Astronef du Doc 1 ;
- Bagh, barbare, guerrier de la tribu de l'enfant noir, chef en l'absence de Thôz, parti à la recherche du Vieux ;
- Le Vieux, sage de la tribu de l'enfant noir ;
- La Tribu, ensemble de personnages revenue à l'état préhistorique, qui sont dirigés par le Vieux, l'enfant noir en fait partie et il est le mal-aimé.

## Chronologie des évènements
Sur une Terre ravagée par une apocalypse due à une catastrophe nucléaire ayant conduit à l'assèchement de tous les océans, une tribu survit en chassant des chiens sauvages et des jaguars, quelque part entre Cuba et la côte du continent nord-américain. Le Vieux, le sorcier de la tribu, s'apprête à rejoindre Santiag de Cuba, le domaine des dieux, mais annonce à la tribu qu'il faudra à son retour sacrifier le jeune enfant noir. La tribu attend avec impatience le retour du Vieux, mais celui-ci ne donne plus signe de vie. Thôz le chasseur et chef en l'absence du Vieux, confie la tribu à Bagh et part à la recherche du vieux dans le domaine des dieux, Santiag de Cuba. Thôz revient sans succès. Le jeune enfant noir décide alors de monter seul à la ville des dieux pour le retrouver. Il découvre finalement son cadavre gelé dans la neige des rues de Santiag de Cuba (le Vieux s'est saoulé avec du rhum qu'il prenait pour une liqueur des dieux), mange sa cervelle par superstition afin d'acquérir sa sagesse, prend une vertèbre pour l'ajouter au chapelet funèbre du Vieux d'où il tirait son prestige et prend dans une ancienne armurerie une arme laser, dont il apprend à se servir pendant la descente. À son retour dans la plaine, un incendie a ravagé le village et les membres de la tribu sont tous partis. L'enfant noir décide alors de suivre leurs traces qui mènent vers le nord.
Lorsqu'il les retrouve enfin, les membres de la tribu, emmenés par Thôz leur chef, subissent les attaques de poulpes géants radioactifs. Après leur difficile victoire, les membres de la tribu survivent en mangeant les tentacules des cadavres caoutchouteux qui jonchent la plage. Accompagné d'un ours qu'il a réussi à apprivoiser en chemin, l'enfant noir sauve, grâce à son arme, les siens d'une nouvelle attaque, mange la cervelle des poulpes, et guide la tribu vers le nord, à la recherche de la ville de Niourk. Cependant, au bout de quelque temps, les membres de la tribu remarquent une forme de phosphorescence provenant de leurs intestins et finissent par mourir, gonflés d'hélium. L'enfant noir arrive seul accompagné de son ours devant les portes de la grande ville de Niourk.
La ville de Niourk impressionne beaucoup l'enfant noir par ses très hautes tours, sa gigantesque statue de femme (qu'il prend au début pour une déesse mais qui est en réalité la statue de la Liberté) et ses robots. L'enfant noir et son ours visitent les bâtiments déserts de la ville et entrent par hasard dans un laboratoire, libérant par mégarde des rats mutants affamés. L'enfant assiste impuissant à la mort de son ours, mais réussit à s'enfuir en dévalant la façade extérieure du bâtiment. L'enfant est alors récupéré et soigné par Doc 1 et Brig, deux androïdes vénusiens qui ont échoué sur la planète Terre à bord de leur astronef.
Après son rétablissement, l'enfant noir prend conscience de son intelligence décuplée par la radioactivité et se met à lire tous les livres qu'il trouve à bord du vaisseau vénusien. Il finit par accumuler des connaissances très vastes qui lui permettent de se dédoubler psychiquement, de remettre en route les systèmes énergétiques de la ville de Niourk, de réparer l'astronef des Vénusiens et de donner vie à des clones des membres de sa tribu. L'enfant noir, qui s'est baptisé Alf en hommage à l'alphabet qui lui a permis d'acquérir toutes ses connaissances, finit par sortir la planète Terre de son orbite pour la placer au centre de l'univers avec une simple petite étoile en orbite en guise de soleil. Alf confie la ville de Niourk aux clones de ses deux amis vénusiens, repartis sur leur planète, et retourne à « la seule vie qui vaille la peine d'être vécue », la vie rude et fruste de sa tribu dans la jungle.

## Commentaires

### Évolutions de l'espèce
Stefan Wul propose dans Niourk deux visions concurrentes de l'évolution possible de l'espèce humaine.
La première concerne l'émigration des populations humaines vers Vénus, qui s'est accompagnée d'une disparition de la reproduction humaine, considérée dès lors comme animale et primitive et remplacée par une forme de clonage donnant des êtres humanoïdes asexués.
La seconde concerne l'évolution de l'enfant noir lui-même, dont l'intelligence est décuplée par les radiations auxquelles il est soumis pendant tout son périple. Une fois guéri de leur effet nocif, l'enfant noir saisit toute l'étendue de son intelligence et passant du stade de l’homo sapiens à celui de l’homo multipotens, et les Vénusiens sont relégués par l'enfant noir au stade d’homo artificialis.

## Classique de la science-fiction
Ce roman est considéré comme un grand classique de la science-fiction dans les ouvrages de référence suivants :
- Annick Beguin, Les 100 principaux titres de la science-fiction, Cosmos 2000, 1981 ;
- Lorris Murail, Les Maîtres de la science-fiction, Bordas, coll. « Compacts », 1993 ;
- Stan Barets, Le Science-fictionnaire, Denoël, coll. « Présence du futur », 1994 ;
- Koro Young, Les grands de la science-fiction, Corose, 1994.

## Critiques spécialisées
- Ronny L. Idels, Horizons du fantastique, no 5, 1969 ;

## Éditions françaises
Niourk de Stefan Wul a connu différentes éditions françaises :
- Fleuve noir, coll. « Anticipation », no 83, 1957, couverture de René Brantonne ;
- Denoël, coll. « Présence du futur », no 128, 1970, rééditions en 1971; puis 1976, 1977, 1982  (ISBN 2-207-30128-1), 1984, 1986 (couverture de Stéphane Dumont); puis 1990, 1994 (couverture de Jean-Yves Kervévan) et 1999  (ISBN 2-207-24856-9) ;
- Gallimard, coll. « Folio Junior - Science-fiction », no 6, Mars 1981, préface de Christian Grenier, couverture d'Enki Bilal, rééditions en 1984, Mars 1985 et 1986  (ISBN 2-07-034106-2) ;
- Gallimard, coll. « Folio junior Édition spéciale », no 439, 1989, préface de Christian Grenier, couverture d'Enki Bilal et Victor Fuente, rééditions en 1992 et 1994  (ISBN 2-07-033439-2);
- dans Œuvres complètes 1, Lefrancq, coll. « Volumes », 1996  (ISBN 2-87153-197-8) ;
- Gallimard Jeunesse, collection Folio Junior no 439, 1997; réédition en 2002  (ISBN 2-07-051345-9) ;
- Gallimard, coll. « Folio SF » no 64, 2001  (ISBN 2-07-041953-3), réédition en 2003 ;
- Castelmore, coll. « Science-fiction », 2013  (ISBN 978-2362310812) ;
- dans Stefan Wul – L'Intégrale, tome 1, Bragelonne, coll. « Trésors de la SF », 2013  (ISBN 978-2-35294-630-4).
- Folio Science Fiction , Niourk de Stefan Wul  (ISBN 978-2-07-041953-1)

## Traductions

### En portugais
- Pré-história do futuro, Livros do Brasil, coll. « Argonauta » no 56, 1960.

### En espagnol
- Niork, Altea, coll. « Altea Junior » no 13, 1981.

### En tchèque
- Ňork, Svoboda, coll. « Omnia », 1991.

### En turc
- Niurk, Can, 2006  (ISBN 978-9750705885).

## Adaptation en bande dessinée
1. Niourk : L'Enfant noir, scénario et dessins Olivier Vatine, d'après le roman de Stefan Wul, éd. Ankama, 2012 ;
2. Niourk : La Ville, scénario et dessins Olivier Vatine, d'après le roman de Stefan Wul, éd. Ankama, 2013 ;
3. Niourk : Alpha, scénario et dessins Olivier Vatine, d'après le roman de Stefan Wul, éd. Ankama, 2015.